# Kaple svaté Anny (Hylváty)
Pozdně barokní kaple svaté Anny pocházející z let 1755-57 se nalézá na Třebovské ulici v Hylvátech, místní části okresního města Ústí nad Orlicí. Na prostranství před kaplí se nalézá pískovcový krucifix. Kaple je od roku 1958 chráněna jako nemovitá kulturní památka ČR.

## Popis
Jednolodní venkovská pozdně barokní kaple z let 1755-57 vybudovaná z iniciativy ústeckého děkana Jana Leopolda Mosbendera. Bezvěžové průčelí s volutovým štítem je nad vstupem prolomeno nikou se sochou svaté Anny s knihou od sochaře Alexia Cyriaka ze Žamberka.
Kaple má obdélnou loď a trojboce uzavřený presbytář. Na severní straně lodi je přistavěna sakristie bez členění, o jedné okenní ose, kryta valbovou střechou.
Kaple svaté Anny má jednoosé průčelí, rámované pravoúhlou lisenou, vstup je pravoúhlý s kamenným ostěním, nad vstupem se nalézá nika zaklenutá konchou a rámovaná plochou šambránou se sochou svaté Anny uvnitř. 
Nad nikou je štítové průčelí členěné po stranách pilastry s volutovými křídly a trojúhelníkovým štítem se symbolem sv. Trojice. Mezi pilastry je uprostřed kruhové okno s plochou šambránou. 
Boční průčelí je členěné lisenami do 3 polí s okny segmentově zaklenutými. 
Střecha je sedlová, se sanktusníkem s cibulovou bání uprostřed. Střešní krytinou jsou břidlicové šablony.

## Fotogalerie

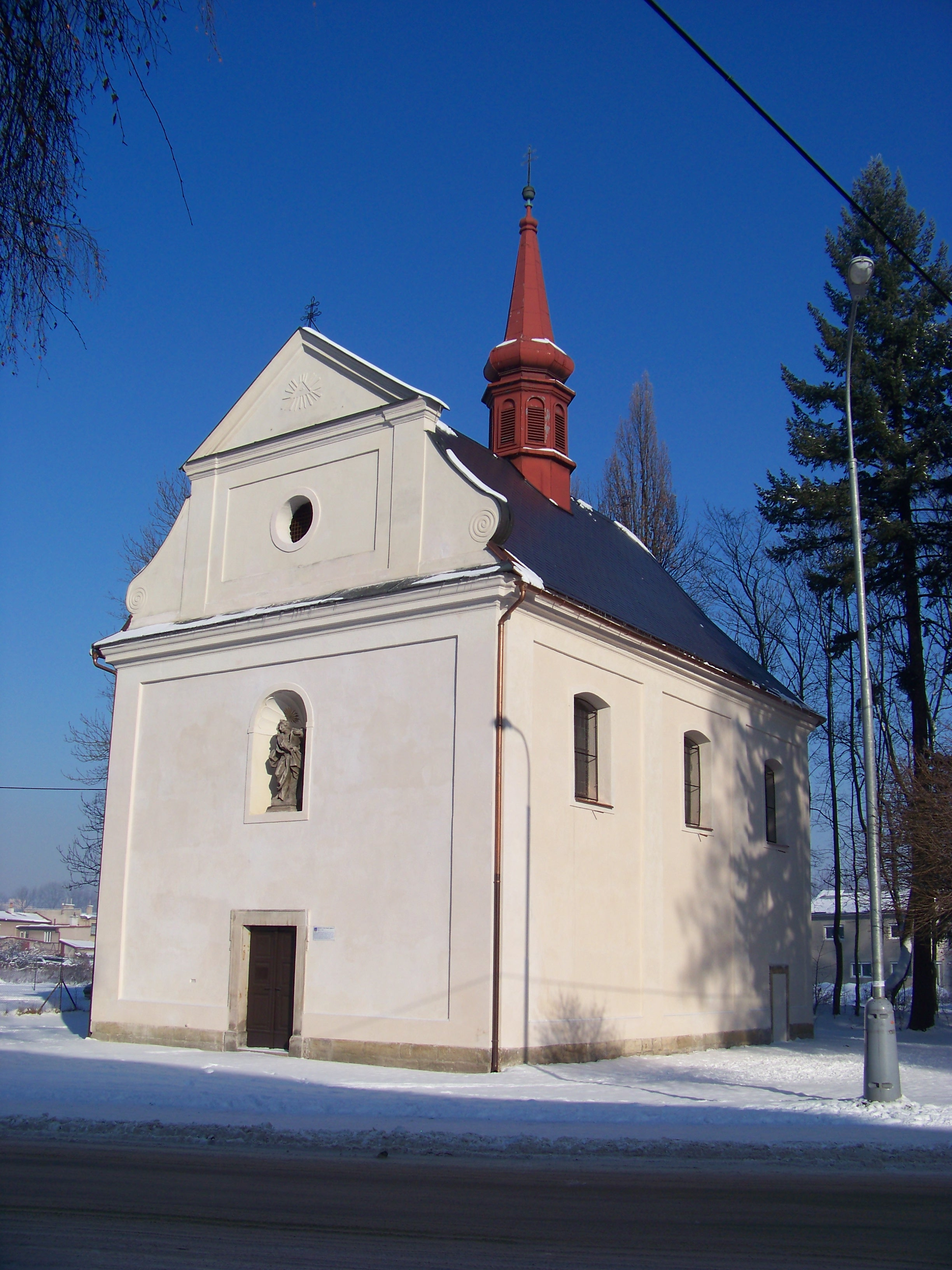
kaple svaté Anny v Hylvátech
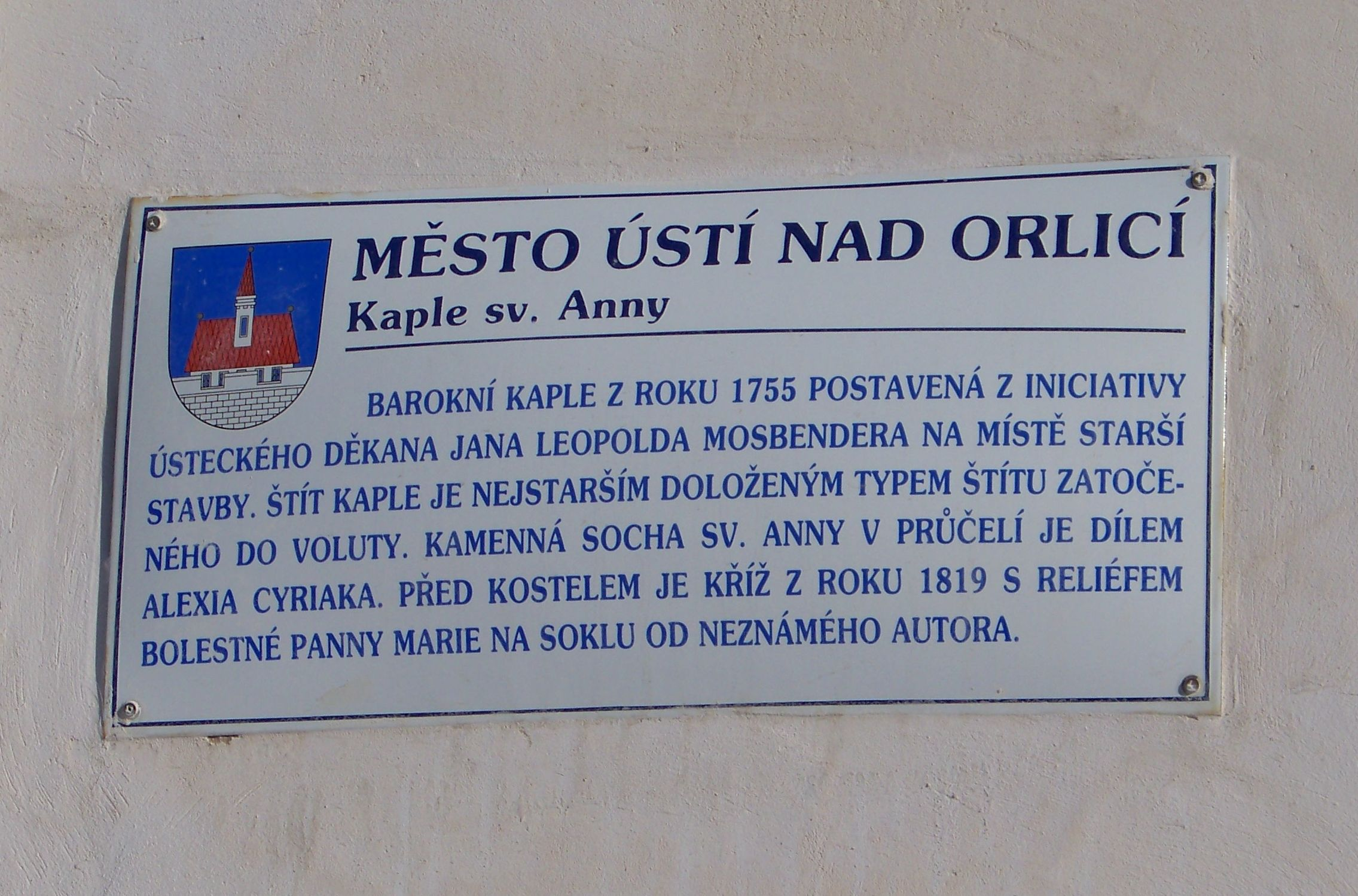
kaple svaté Anny v Hylvátech - informační tabule
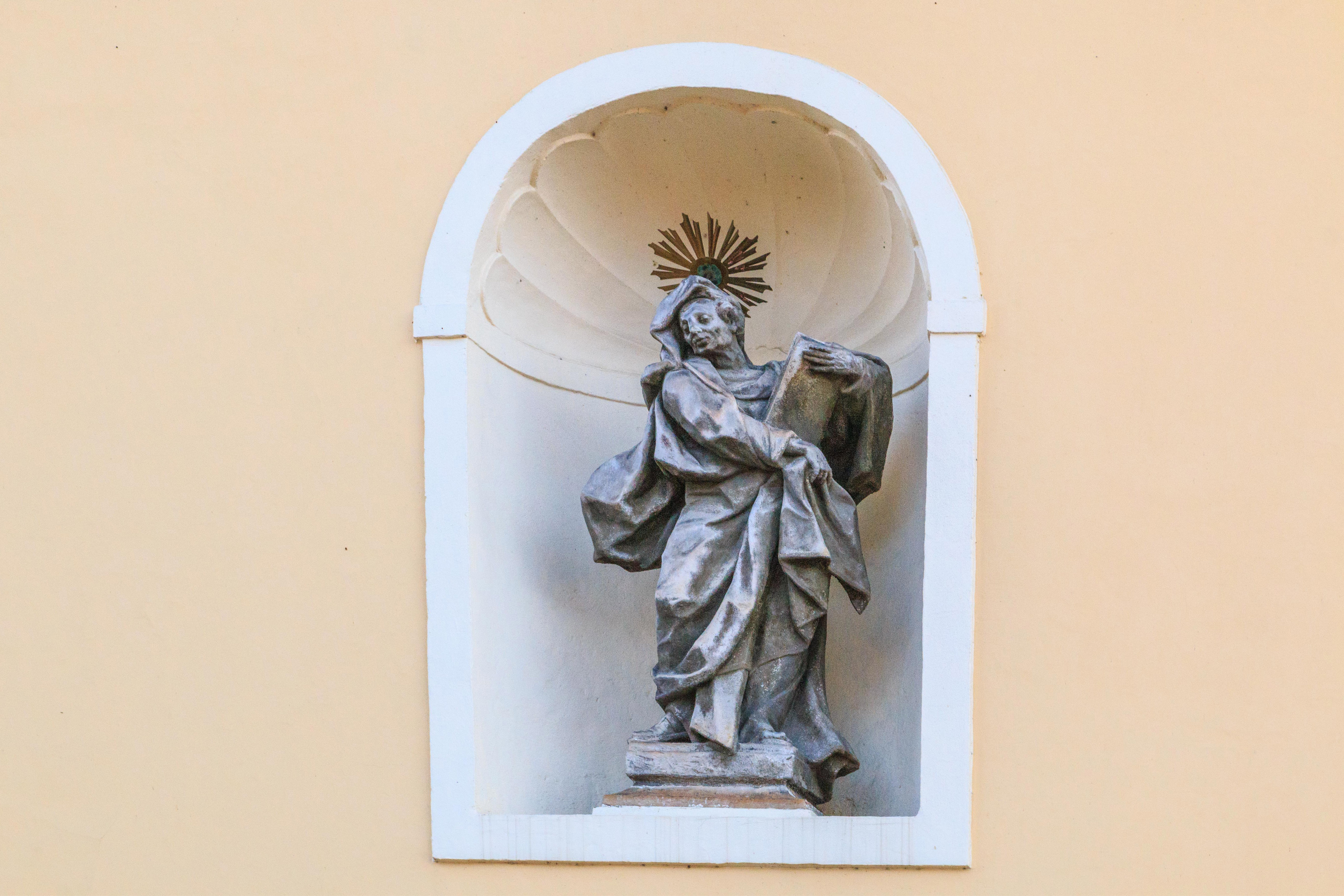
kaple svaté Anny v Hylvátech - socha svaté Anny
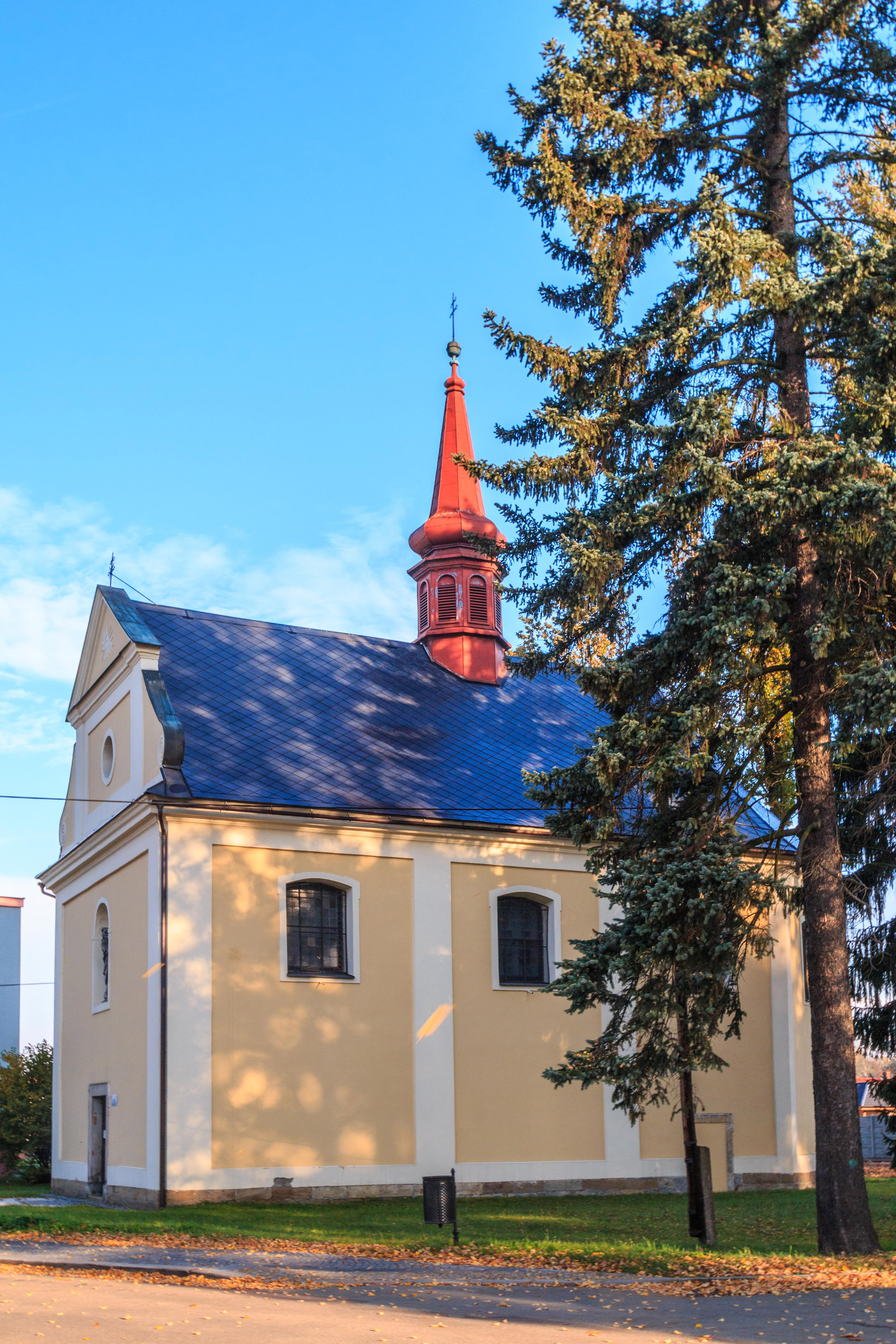
kaple svaté Anny v Hylvátech